# Edward E. Jones
Edward Ellsworth Jones (* 11. August 1926 in Buffalo; † 30. Juli 1993 in Morehead City) war ein US-amerikanischer Sozialpsychologe und Professor, der an der Duke University und zuletzt als Stuart Professor of Psychology an der Princeton University gelehrt und geforscht hat.

## Leben
Er studierte zuerst am Swarthmore College und erwarb 1949 hier seinen B.A. Nach dem Militärdienst ging er an die Harvard University, wo er 1953 mit dem Schwerpunkt Klinische Psychologie unter der Betreuung von Jerome Bruner promovierte (Ph.D.). Noch im gleichen Jahr wechselte er zur Duke University, wo er bis 1977 lehrte. Anschließend arbeitete er bis 1993 an der Princeton University.

## Werk
Seine Forschungen beschäftigten sich über vier Jahrzehnte hinweg um die Frage: „Wie machen sich Menschen ein Bild voneinander und wie kontrollieren sie die Eindrücke, die andere von ihnen machen?“ Durch seine Studien zum grundlegenden Attributionsfehler und des Akteur-Beobachter-Effekts leitete er die Beschäftigung der Sozialpsychologie mit kognitiven Fehlern ein. In seinen Arbeiten zum Self-Handicapping, zur sozialen Stigmatisierung und zur strategischen Selbstdarstellung untersuchte er, auf welche Weise Menschen die Eindrücke formen, die andere von ihnen und sie selbst von sich machen (Impression-Management). Zusammen mit Harold Sigall entwickelte er auch die Bogus-Pipeline-Technik als vorgetäuschter Zugang zum Erleben der Versuchspersonen bei sensitiven Fragen. In einer 2002 veröffentlichten Umfrage der Zeitschrift Review of General Psychology wurde Jones als der 39. meistzitierte Psychologe des 20. Jahrhunderts genannt.

## Ehrungen/Positionen
- 1989: William James Fellow Award
- 1977: Distinguished Scientific Contribution Award der American Psychological Association

## Privates
Er war Vater von Amelia Jones.

## Publikationen (Auswahl)
Monografien
- Interpersonal Perception. W. H. Freeman, New York 1990.
- Social stigma: the psychology of marked relationships. W.H. Freeman, New York 1984.
- Mit Harold B. Gerard: Foundations of social psychology. Wiley, New York 1967.
- Ingratiation, a social psychological analysis. Appleton-Century-Crofts, New York 1964.

Zeitschriftenartikel/Buchbeiträge
- Mit Thane S. Pittman: Toward a General Theory of Strategic Self-presentation. In: Jerry Suls (Hrsg.): Psychological Perspectives on the Self (Vol. 1, ed., 231–260). Erlbaum. Hillsdale, NJ 1982.
- Mit Steven Berglas: Drug Choice as a Self-handicapping Strategy in Response to Noncontingent Success. In: Journal of Personality and Social Psychology, 1978, 36 (4), S. 405–417.
- Mit R. E. Nisbett: The actor and the observer: Divergent perceptions of the causes of behavior. In: E. E. Jones, David E. Kanouse, Harold H. Kelley et al. (Hrsg.): Attribution: Perceiving the causes of behavior (S. 77–94). General Learning Press, Morristown, New Jersey 1972.
- Mit H. Sigall: The Bogus Pipeline: A new paradigm for measuring affect and attitude. In: Psychological Bulletin, 1971, 76 (5), S. 349–364.
- Mit Victor A. Harris: The attribution of attitudes. In: Journal of Experimental Social Psychology, 1967, 3, S. 1–24.
- Mit Keith E. Davis: From Acts to Dispositions: The Attribution Process in Person Perception. In: Leonard Berkowitz (Hrsg.): Advances in Experimental Social Psychology, (Vol. 2, S. 219–266). Academic Press New York 1965.